# Tomazetti
Tomazetti (pronunciación portuguesa: [????], ‘Tomazetti’, un apellido italiano) es un barrio del distrito de Sede, en el municipio de Santa Maria, en el estado brasileño de Río Grande del Sur. Está situado en el sur de Santa Maria.

## Villas
El barrio contiene las siguientes villas: Parque Residencial Tomazetti, Tomazetti, Vila Tomaz.
| Noroeste: Dom Antônio Reis Urlândia Lorenzi | Norte: Cerrito       | Nordeste: Cerrito Diácono João Luiz Pozzobon |
| Oeste: Lorenzi                              |                      | Este: Diácono João Luiz Pozzobon             |
| Suroeste: Lorenzi                           | Sur: Lorenzi / Pains | Sureste: Diácono João Luiz Pozzobon Pains    |